# Deondre Batson
Deondre Batson (né le 13 juillet 1992) est un athlète américain, spécialiste des épreuves de sprint.

## Biographie
Le 25 juin 2015, lors des championnats des États-Unis à Eugene, il franchit pour la première fois de sa carrière la barrière des dix secondes en établissant le temps de 9 s 94 (+ 1,7 m/s).

### Records
| Épreuve | Performance | Lieu       | Date         |
| ------- | ----------- | ---------- | ------------ |
| 100 m   | 9 s 94      | Eugene     | 25 juin 2015 |
| 200 m   | 20 s 49     | Tuscaloosa | 5 avril 2014 |